# Got My Mojo Working
Got My Mojo Working ist ein Bluessong, der von Preston Foster geschrieben und erstmals von Ann Cole im Jahre 1956 aufgenommen wurde. Populär wurde das Stück in der 1957 von Muddy Waters bei Chess Records veröffentlichten Version. Die Zeitschrift Rolling Stone listet Waters’ Fassung auf Platz 202 ihrer Liste der 500 besten Songs aller Zeiten. Waters’ Version wurde in die Grammy Hall of Fame aufgenommen steht auf der Liste Songs of the Century (2001).
Der Song handelt von einem Mann, der eine Frau mit einem Mojo belegt, das aber offenbar nicht wirkt; sie erwidert seine Liebe nicht.
Einige Künstler variierten den Text; der Kern blieb jedoch immer derselbe.
Mehrere prominente Musiker haben das Stück aufgenommen, darunter Canned Heat, Elvis Presley, B. B. King und Eric Clapton. Das Lied blieb gleichwohl eng mit Muddy Waters verbunden.